# Castalla
Castalla é um município da Espanha na província de Alicante, Comunidade Valenciana. Tem 114,6 km² de área e em 2021 tinha 10 752 habitantes (densidade: 93,8 hab./km²).

## Demografia
| Variação demográfica do município entre 1991 e 2004 | Variação demográfica do município entre 1991 e 2004 | Variação demográfica do município entre 1991 e 2004 | Variação demográfica do município entre 1991 e 2004 |
| --------------------------------------------------- | --------------------------------------------------- | --------------------------------------------------- | --------------------------------------------------- |
| 1991                                                | 1996                                                | 2001                                                | 2004                                                |
| 7229                                                | 7631                                                | 7923                                                | 8532                                                |